# Osceola (Indiana)
Osceola – miasto w Stanach Zjednoczonych, w stanie Indiana, w hrabstwie St. Joseph.